# Vodokrty
Vodokrty jsou vesnice, část obce Řenče v okrese Plzeň-jih v Plzeňském kraji. Nachází se asi 2,5 kilometru západně od Řenče. Prochází zde silnice II/178 a silnice II/183. Vodokrty jsou také název katastrálního území o rozloze 4,93 km².

## Historie
První písemná zmínka o vesnici pochází z roku 1239, kdy se uvádí, že Vodokrty koupil kladrubský opat Reiner.  V roce 1463 se zmiňuje zeman Ryneš z Vodokrt, koncem 15. století připadly Vodokrty společně s Přešticemi rodu Švihovských, v roce 1505 je získal Václav Švihovský. V roce 1526 prodal Jan Půta Švihovský statek Humprechtovi Markvartovi z Hrádku. Jeho strýc Jindřich z Rýzmberka prodal svůj díl v roce 1545 bratrům Petrovi a Václavovi Lukavským z Řeneč. V roce 1561 koupila tento díl vdova po Humprechtovi Markvartovi Anna z Drahenic a ve Vodokrtech postavila tvrz, na které také zemřela. Pochována byla v kostelíku na Vícově. V dědictví získal Vodokrty manžel její dcery Kateřiny, Adam Boubínský, který je pak předal synu Zdeňkovi. Ten v roce 1603 statek prodal Jáchymovi Ladislavovi Loubskému z Lub. Tím se Vodokrty dostaly k řenečskému statku a později k Dolní Lukavici.

## Obyvatelstvo
| Rok            | 1869 | 1880 | 1890 | 1900 | 1910 | 1921 | 1930 | 1950 | 1961 | 1970 | 1980 | 1991 | 2001 | 2011 | 2021 |
| -------------- | ---- | ---- | ---- | ---- | ---- | ---- | ---- | ---- | ---- | ---- | ---- | ---- | ---- | ---- | ---- |
| Počet obyvatel | 252  | 267  | 265  | 249  | 304  | 300  | 272  | 223  | 218  | 199  | 175  | 153  | 164  | 171  | 166  |
| Počet domů     | 44   | 46   | 47   | 47   | 47   | 48   | 52   | 57   | 119  | 51   | 50   | 51   | 58   | 65   | 66   |

## Obecní správa
Při sčítání lidu v letech 1850–1979 Vodokrty byly samostatnou obcí, se kterým patřily nejprve do okresu Přeštice, ale od roku 1960 v okrese Plzeň-jih. Od 1. ledna 1980 jsou částí obce Řenče v okrese Plzeň-jih. V letech 1960–1979 k obci patřily Háje, Knihy a Osek.